# غزوة الخندق
غَزْوَةُ الخنْدَق (وتُسمى أيضاً غَزْوَةُ الأَحزَاب) هي غزوة وقعت في شهر شوال من العام الخامس من الهجرة (الموافق مارس 627م) بين المسلمين بقيادة الرسول محمد، والأحزاب الذين هم مجموعة من القبائل العربية المختلفة التي اجتمعت لغزو المدينة المنورة والقضاء على المسلمين والدولة الإسلامية. سبب غزوة الخندق هو أن يهود بني النضير نقضوا عهدهم مع الرسولِ محمدٍ وحاولوا قتله، فوجَّه إليهم جيشَه فحاصرهم حتى استسلموا، ثم أخرجهم من ديارهم. ونتيجةً لذلك، همَّ يهود بني النضير بالانتقام من المسلمين، فبدأوا بتحريض القبائل العربية على غزو المدينة المنورة، فاستجاب لهم من العرب: قبيلة قريش وحلفاؤها: كنانة (الأحابيش)، وقبيلة غطفان (فزارة وبنو مرة وأشجع) وحلفاؤها بنو أسد وسليم وقبيلة هذيل وقبيلة خزاعة وغيرُها، وقد سُمُّوا بالأحزاب، ثم انضم إليهم يهودُ بني قريظة الذين كان بينهم وبين المسلمين عهدٌ وميثاقٌ.
تصدَّى الرسولُ محمدٌ والمسلمون للأحزاب، وذلك عن طريق حفر خندقٍ شمالَ المدينة المنورة لمنع الأحزاب من دخولها، ولمَّا وصل الأحزابُ حدود المدينة المنورة عجزوا عن دخولها، فضربوا حصاراً عليها دام ثلاثة أسابيع، وأدى هذا الحصار إلى تعرِّض المسلمين للأذى والمشقة والجوع. وانتهت غزوة الخندق بانسحاب الأحزاب، وذلك بسبب تعرضهم للريح الباردة الشديدة، ويؤمن المسلمون أن انتصارهم في غزوة الخندق كان لأن الله تعالى زلزل أبدانَ الأحزاب وقلوبَهم، وشتت جمعَهم بالخلاف، وألقى الرعبَ في قلوبهم، وأنزل جنودًا من عنده. وبعد انتهاء المعركة، أمر الرسولُ محمدٌ أصحابَه بالتوجه إلى بني قريظة، فحاصروهم حتى استسلموا، فقام الرسولُ محمدٌ بتحكيم من يرضون، وقد كان سعد بن معاذ الذي كان حليفا لهم قبل الإسلام، فحكم بقتل المقاتلة منهم وتفريق نسائهم وأبنائهم عبيدًا بين المسلمين، فأمر الرسولُ محمدٌ بتنفيذ الحكم.

## قبل الغزوة

### غزوة بني النضير
وقعت غزوة بني النضير بعد غزوة أحد، في شهر ربيع الأول من السنة الرابعة من الهجرة بين المسلمين ويهود بني النضير، وذلك للأسباب التالية:
1. نَقْض بني النضير عهودهم مع المسلمين، والتي تشترط عليهم ألا يؤوا عدوًا للمسلمين، وقد فعلوا ذلك في غزوة السويق، حيث نذر أبو سفيان بن حرب حين رجع إلى مكة بعد غزوة بدر، نذر ألا يمس رأسَه ماءٌ من جنابة حتى يغزو المدينة، فلما خرج في مئتي راكب قاصدًا المدينة، قام سيد بني النضير «سلام بن مشكم» بالوقوف معه وضيافته، وأبطن له خبر الناس، أي دلَّه على مواطن ضعف المسلمين.[3]
2. محاولة اغتيال الرسولِ محمدٍ، إذ خرج الرسولُ في نفر من أصحابه عن طريق قِبَاء إلى ديار بني النضير يستعينهم في دية القتيلين العامريين الهوازنيين، وهما رجلان من بني كلاب لقيا عمرو بن أمية الضمري الكناني فقتلهما وهو لا يعلم أنهما كانا عند الرسول محمد، وذلك في أول يوم من رجب، فقالت قريش: «قتلهما في الشهر الحرام».[4] فخرج الرسولُ إلى ديار بني النضير يستعينهم في ديتيهما، وذلك تنفيذاً للعهد الذي كان بين النبي محمد وبين بني النضير حول أداء الديات، وإقرارًا لما كان يقوم بين بني النضير وبين بني عامر بن صعصعة من عقود وأحلاف. واستقبل بنو النضير الرسولَ محمداً بكثير من البشاشة والكياسة، ثم خلا بعضهم إلى بعض يتشاورون في قتله والغدر به، ويبدو أنهم اتفقوا على إلقاء صخرة عليه، من فوق جدار كان يجلس بالقرب منه، ولكن الرسولَ أدرك مقاصد بني النضير، ويؤمن المسلمون أن الخبر جاءه من السماء بما عزم عليه بنو النضير من شر، فنهض وانطلق بسرعة إلى المدينة، ثم تبعه أصحابه بعد قليل.[5][6]

وردّاً على ذلك، صمم الرسولُ محمدٌ على محاربة بني النضير الذين نقضوا العهد والمواثيق معه، وأمر أصحابه بالتهيؤ لقتالهم والسير إليهم، وأنذر بني النضير بالجلاء خلال عشرة أيام، وأرسل محمداً بن مسلمة إليهم، وقال له: «اذهب إلى يهود بني النضير، وقل لهم: إن رسول الله ﷺ أرسلني إليكم أن اخرجوا من بلادي؛ لقد نقضتم العهد الذي جعلت لكم مما هممتم به من الغدر، وقد أجلتكم عشرًا، فمن رُئي بعد منكم ضربت عنقه»، ولم يجدوا جوابًا يردون به سوى أن قالوا لمحمد بن مسلمة: «يا محمد، ما كنا نظن أن يجيئنا بهذا رجل من الأوس»، فقال محمد: «تغيرت القلوب، ومحا الإسلام العهود»، فقالوا: «نتحمل»، فمكثوا أياماً يعدون العدة للرحيل.
وفي تلك المدة أرسل إليهم عبد الله بن أبي ابن سلول مَن يقول لهم: «اثبتوا وتمنعوا فإنا لن نسلمكم، وإن قوتلتم قاتلنا معكم، وإن أخرجتم خرجنا معكم، ولا تخرجوا فإن معي من العرب وممن انضوى إلى قومي ألفين، فأقيموا، فهم يدخلون معكم حصونكم، ويموتون عن آخرهم قبل أن يصلوا إليكم»، فعادت لليهود بعضُ ثقتهم، وتشجَّعَ كبيرُهم حيي بن أخطب وأرسل جدي بن أخطب إلى الرسولِ محمدٍ يقول له: «إنا لن نريم -أي لن نبرح- دارنا فاصنع ما بدا لك»، فكبَّر الرسولُ وكبَّر المسلمون معه، وقال: «حاربت يهود».
وانقضت الأيام العشرة ولم يخرجوا من ديارهم، فتحركت جيوش المسلمين صوبهم، واستعمل النبي محمد على المدينة ابن أم مكتوم وسار إليهم، وعلي بن أبي طالب يحمل اللواء، فلما انتهى إليهم فرض عليهم الحصار. وضُرب عليهم الحصارُ لمدة خمس عشرة ليلة. والتجأ بنو النضير إلى حصونهم، فأقاموا عليها يرمون بالنبل والحجارة، وكانت نخيلهم وبساتينهم عوناً لهم في ذلك، فأمر الرسولُ بقطعها وتحريقها، وفي ذلك يقول حسان بن ثابت:
وأدرك بنو النضير أن لا مفر من جلائهم، ودب اليأسُ والرعبُ في قلوبهم، وخاصة بعد أن أخلف عبد الله بن أبي ابن سلول وعده بنصرهم، وعجز إخوانهم أن يسوقوا إليهم خيرًا أو يدفعوا عنهم شرًا، فأرسلوا إلى الرسولِ محمد يلتمسون منه أن يؤمنهم حتى يخرجوا من ديارهم، فوافقهم الرسولُ محمد على ذلك وقال لهم: «اخرجوا منها، ولكم دماؤكم وما حملت الإبل إلا الحلقة»، والحلقة هي الدروع والسلاح، فرضوا بذلك.
ونقض اليهودُ سُقُفَ بيوتهم وعُمْدَها وجدرانَها لكي لا ينتفع منها المسلمون، وحملوا معهم كميات كبيرة من الذهب والفضة، حتى أن سلام بن أبي الحقيق وحده حمل جلد ثور مملوءًا ذهبًا وفضة، وكان يقول: «هذا الذي أعددناه لرفع الأرض وخفضها، وإن كنا تركنا نخلاً ففي خيبر النخل». وحملوا أمتعتهم على ستمئة بعير، وخرجوا ومعهم الدفوف والمزامير والقيان يعزفن من خلفهم، حتى لا يشمت بهم المسلمون، فقصد بعضهم خيبر وسار آخرون إلى أذرعات الشام. وأسلم منهم رجلان فقط: يامين بن عمرو وأبو سعد بن وهب، فأحرزا أموالهما.
وقد تولى عملية إخراجهم من المدينة محمد بن مسلمة بأمر من الرسولِ محمدٍ. وكان من أشرافهم الذين ساروا إلى خيبر: سلام بن أبي الحقيق، وحيي بن أخطب، وكنانة بن الربيع بن أبي الحقيق، فلما نزلوها دان لهم أهلها.
ونزلت في غزوة بني النضير سورة الحشر بأكملها، فوصفت طرد اليهود، وفضحت مسلك المنافقين، وبينت أحكام الفيء، وأثنت على المهاجرين والأنصار، وبينت جواز القطع والحرق في أرض العدو للمصالح الحربية، وأن ذلك ليس من الفساد في الأرض، وأوصت المؤمنين بالتزام التقوى والاستعداد للآخرة، ثم خُتمت بالثناء على الله تعالى وبيان أسمائه وصفاته. وكان ابن عباس يقول عن سورة الحشر: «قل: سورة النضير».

### أسباب غزوة الخندق

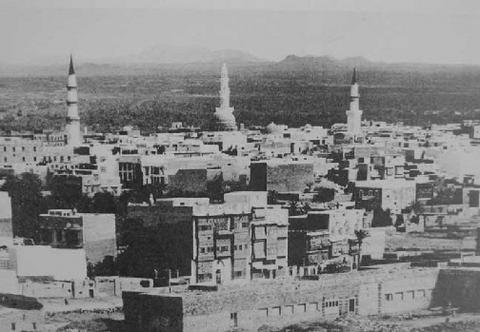
منظر عام للمدينة المنورة قديمًا

بعد أن خرج يهود بني النضير من المدينة إلى خيبر، خرجوا وهم يحملون معهم أحقادهم على المسلمين، فما أن استقروا بخيبر حتى أخذوا يرسمون الخطط للانتقام من المسلمين، فاتفقت كلمتهم على التوجه إلى القبائل العربية المختلفة لتحريضها على حرب المسلمين، وكونوا لهذا الغرض وفدًا يتكون من: سلام بن أبي الحقيق، وحيي بن أخطب، وكنانة بن الربيع بن أبي الحقيق، وهوذة بن قيس، وأبي عمار.
وخرج الوفد الذي يتكون من عشرين رجلاً من زعماء اليهود وسادات بني النضير إلى قريش بمكة، يحرضونهم على غزو الرسول محمدٍ، ويوالونهم عليه، ووعدوهم من أنفسهم بالنصر لهم، فأجابتهم قريش التي قد أخلفت وعدها في الخروج إلى بدر، فرأت في ذلك إنقاذ سمعتها والبر بكلمتها. ثم خرج هذا الوفد إلى غطفان، فدعاهم إلى ما دعا إليه قريشاً، فاستجابوا لذلك، ثم طاف الوفد في قبائل العرب يدعوهم إلى ذلك، فاستجاب له من استجاب، وهكذا نجح سادة اليهود وقادتهم في تأليب أحزاب المشركين على الرسول محمدٍ ودعوته والمسلمين.
وقد وافقت قريش على غزو المدينة لأنها شعرت بمرارة الحصار الاقتصادي الذي ضربه عليها المسلمون، ووافقت غطفان طمعًا في خيرات المدينة وفي السلب والنهب. وقد قال وفد اليهود لمشركي مكة: «إن دينكم خيرٌ من دين محمد، وأنتم أولى بالحق منه»، وفي ذلك نزلت الآيات: ﴿أَلَمْ تَرَ إِلَى الَّذِينَ أُوتُوا نَصِيبًا مِنَ الْكِتَابِ يُؤْمِنُونَ بِالْجِبْتِ وَالطَّاغُوتِ وَيَقُولُونَ لِلَّذِينَ كَفَرُوا هَؤُلَاءِ أَهْدَى مِنَ الَّذِينَ آمَنُوا سَبِيلًا ۝٥١ أُولَئِكَ الَّذِينَ لَعَنَهُمُ اللَّهُ وَمَنْ يَلْعَنِ اللَّهُ فَلَنْ تَجِدَ لَهُ نَصِيرًا ۝٥٢﴾.
وقد أبرم الوفد اليهودي مع زعماء أعراب غطفان اتفاقيةً ضد المسلمين، وكان أهم بنود هذا الاتفاق هو:
1. أن تكون قوة غطفان في جيش الاتحاد هذا: ستة آلاف مقاتل.
2. أن يدفع اليهود لقبائل غطفان (مقابل ذلك) كل تمر خيبر لسنة واحدة.[28]

وفعلاً، خرجت من الجنوب قريش من كنانة في أربعة آلاف يقودهم أبو سفيان صخر بن حرب حتى نزلوا وادي العقيق، ووافاهم بنو سليم بمر الظهران وهم سبعمئة يقودهم سفيان بن عبد شمس، وخرجت من الشرق بنو أسد يقودهم طليحة بن خويلد، وقبائل غطفان: بنو فزارة، يقودهم عيينة بن حصن، وبنو مرة وهم أربعمئة يقودهم الحارث بن عوف، وبنو أشجع وهم أربعمئة يقودهم مسعر بن رخيلة، ونزلت غطفان بجانب أحد. ثم اتجهت هذه الأحزاب، وتحركت نحو المدينة على ميعاد كانت قد تعاقدت عليه. وبعد أيام، تجمَّعَ حول المدينة جيش يبلغ عدده عشرة آلاف مقاتل، أربعة آلاف من قريش وأحلافها كنانة، وستة آلاف من غطفان وأحلافها بني أسد وسليم.

## استعداد المسلمين للمعركة

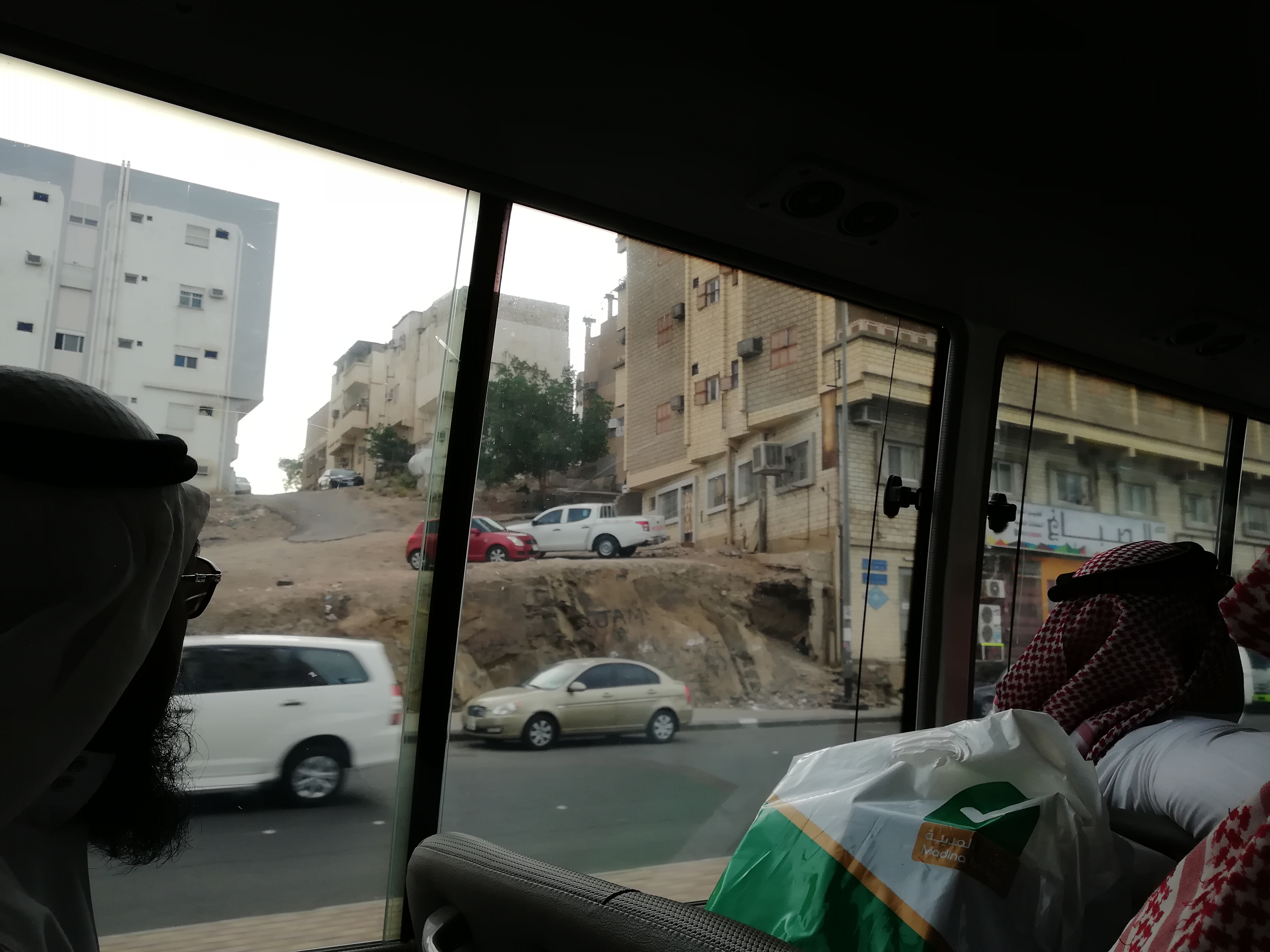
تل الراية وبه مسجد الراية مكان معسكر وراية رسول الله في غزوة الخندق

ذهب جمهور أهل السير والمغازي إلى أن غزوة الأحزاب كانت في شهر شوال من السنة الخامسة من الهجرة، وقيل إنها وقعت في يوم الثلاثاء الثامن من ذي القعدة في العام الخامس الهجري، وقيل إن هزيمة الأحزاب كانت يوم الأربعاء من شهر ذي القعدة سنة خمس من الهجرة، وقيل إنها وقعت سنة أربع من الهجرة. ويرى العلماء أن القائلين بأنها وقعت سنة أربع كانوا يعدون التاريخ من المحرم الذي وقع بعد الهجرة، ويلغون الأشهر التي قبل ذلك إلى ربيع الأول، وهو مخالف لما عليه الجمهور مِن جَعْل التاريخ من المحرم سنة الهجرة.

### حفر الخندق

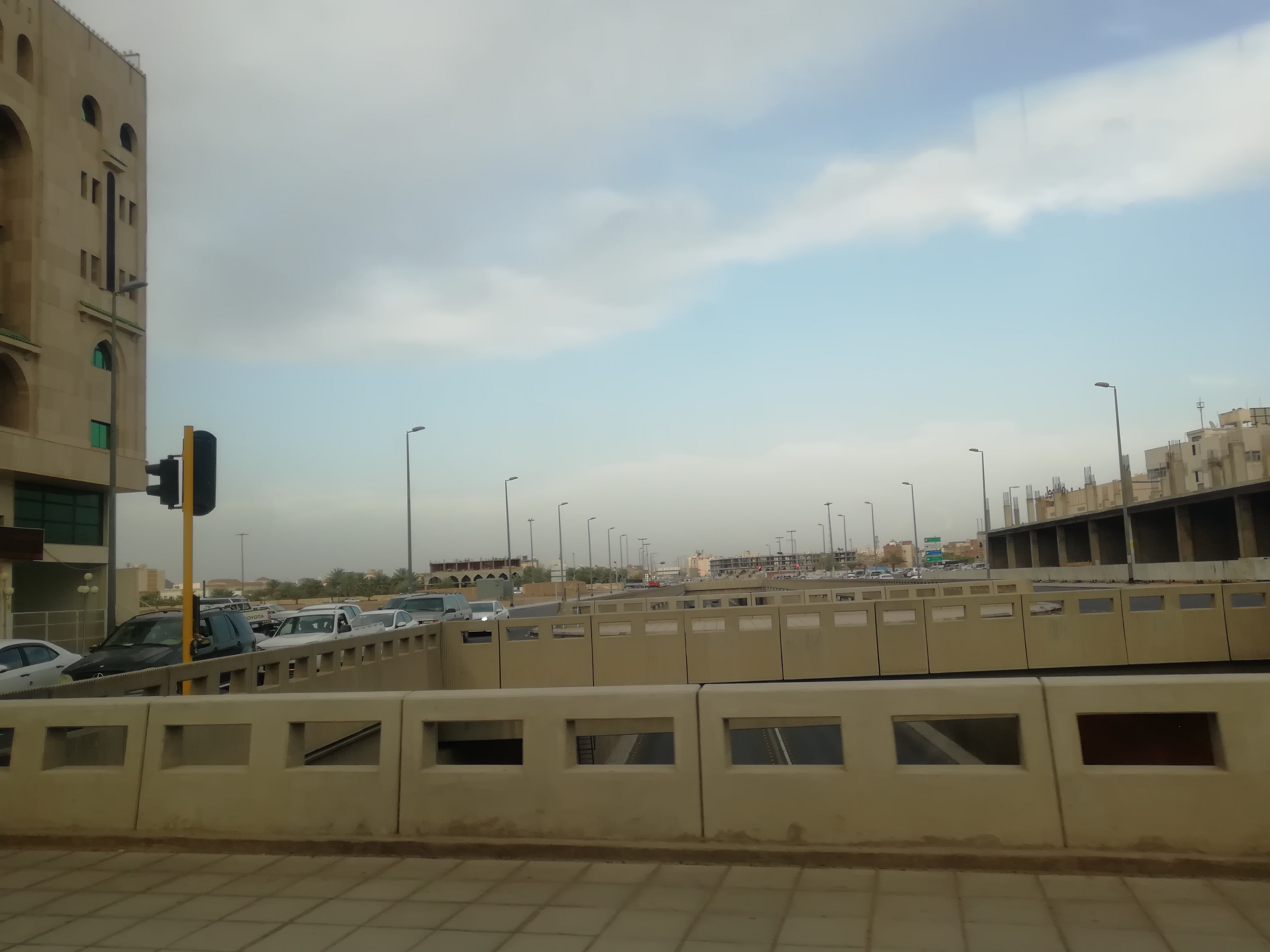
المزرعة في الأفق مكان نهاية الخندق

كانت استخبارات الدولة الإسلامية على حذر تام من أعدائهم؛ لذا فقد كانوا يتتبعون أخبار الأحزاب، ويرصدون تحركاتهم، ويتابعون حركة الوفد اليهودي منذ خرج من خيبر في اتجاه مكة، وكانوا على علم تام بكل ما يجري بين الوفد اليهودي وبين قريش أولاً، ثم غطفان ثانيًا.
وبمجرد حصول المدينة على هذه المعلومات عن العدو شرع الرسولُ محمدٌ في اتخاذ الإجراءات الدفاعية اللازمة، ودعا إلى اجتماع عاجل حضره كبار قادة جيش المسلمين من المهاجرين والأنصار، بحث فيه معهم هذا الموقف. فأشار الصحابي سلمان الفارسي على الرسولِ محمدٍ بحفر خندق، قال سلمان: «يا رسول الله، إنا إذا كنا بأرض فارس وتخوفنا الخيل، خندقنا علينا، فهل لك يا رسول الله أن تخندق؟»، فأَعجب رأيُ سلمان المسلمين. وقال المهاجرون يوم الخندق: «سلمان منا»، وقالت الأنصار: «سلمان منا»، فقال الرسولُ محمدٌ: «سلمان منا أهل البيت».
وعندما استقر الرأي بعد المشاورة على حفر الخندق، ذهب الرسولُ هو وبعضُ أصحابه لتحديد مكانه، واختار للمسلمين مكانًا تتوافر فيه الحمايةُ للجيش. فقد ركب الرسولُ محمدٌ فرسًا له ومعه نفر من أصحابه من المهاجرين والأنصار، فارتاد موضعًا ينزله، فكان أعجبَ المنازل إليه أن يجعل «جبل سلع» خلف ظهره، ويخندق من «المذاد» إلى «جبل ذباب» (أكمة صغيرة في المدينة يفصل بينها وبين جبل سلع ثنية الوداع) إلى «راتج» (حصن من حصون المدينة لأناس من اليهود)، وقد استفاد الرسولُ من مناعة جبل سلع (وهو أشهر جبال المدينة) في حماية ظهور الصحابة.

رسم توضيحي يبين غزوة الخندق

كان اختيار تلك المواقع موفقًا؛ لأن شمال المدينة هو الجانب المكشوف أمام العدو، والذي يستطيع منه دخول المدينة وتهديدها، أما الجوانب الأخرى فهي حصينة منيعة، تقف عقبةً أمام أي هجوم يقوم به الأعداء، فكانت الدور من ناحية الجنوب متلاصقة عالية كالسور المنيع، وكانت «حرة واقم» من جهة الشرق، و«حرة الوبرة» من جهة الغرب، تقومان مقام حصن طبيعي، وكانت آطام بني قريظة في الجنوب الشرقي كفيلة بتأمين ظهر المسلمين، إذ كان بين الرسولِ محمدٍ وبني قريظة عهدٌ ألا يمالئوا عليه أحداً، ولا يناصروا عدوًا ضده.
لقد كانت خطة الرسولِ محمدٍ في الخندق متطورةً ومتقدمةً بالنسبة للعرب، إذ لم يكن حفر الخندق من الأمور المعروفة لدى العرب في حروبهم، بل كان الأخذ بهذا الأسلوب غريبًا عنهم، وبهذا يكون الرسولُ محمدٌ هو أولَ من استعمل الخندق في الحروب في تاريخ العرب والمسلمين، فقد كان هذا الخندق مفاجأة مذهلة لأعداء الإسلام، وأبطل خطتهم التي رسموها.
اقترن حفر الخندق بصعوبات جمة، فقد كان الجو باردًا، والريح شديدة والحالة المعيشية صعبة، بالإضافة إلى الخوف من قدوم العدو الذي يتوقعونه في كل لحظة، ويضاف إلى ذلك العملُ المضني، حيث كان الصحابة يحفرون بأيديهم، وينقلون التراب على ظهورهم، ولا شك في أن هذا الظرف بطبيعة الحال يحتاج إلى قدر كبير من الحزم والجد. وكانت هناك مجموعة من الأنصار تقوم بحراسة الرسولِ محمدٍ في كل ليلة، وعلى رأسهم عباد بن بشر، وقد قسَّم الرسولُ أعمالَ حفر الخندق بين الصحابة، كل أربعين ذراعًا لعشرة من الصحابة، ووكل بكل جانب جماعة يحفرون فيه.
وقد شارك الرسولُ الصحابةَ جوعَهم، قال أبو طلحة: «شكونا إلى رسول الله ﷺ الجوعَ فرفعنا عن بطوننا عن حجر حجر، فرفع رسول الله ﷺ عن حجرين». كما شارك الرسولُ الصحابةَ في حفر الخندق، وكان يرتجز بكلمات ابن رواحة وهو ينقل التراب، ويقول:
ثم يمد صوته بآخرها.
وكان الصحابة يقولون يوم الخندق:
وقيل «على الجهاد»، والنبي يقول:
لقد كان لهذا التبسط والمرح في ذلك الوقت أثره في التخفيف عن الصحابة مما يعانونه نتيجة للظروف الصعبة التي يعيشونها، كما كان له أثره في بعث الهمة والنشاط بإنجاز العمل الذي كلفوا بإتمامه قبل وصول عدوهم.
وكان الصحابة يستأذنون الرسولَ محمداً في الانصراف إذا عرضت لهم ضرورة، فيذهبون لقضاء حوائجهم، ثم يرجعون إلى ما كانوا فيه من العمل، فأنزل الله تعالى فيهم: ﴿إِنَّمَا الْمُؤْمِنُونَ الَّذِينَ آمَنُوا بِاللَّهِ وَرَسُولِهِ وَإِذَا كَانُوا مَعَهُ عَلَى أَمْرٍ جَامِعٍ لَمْ يَذْهَبُوا حَتَّى يَسْتَأْذِنُوهُ إِنَّ الَّذِينَ يَسْتَأْذِنُونَكَ أُولَئِكَ الَّذِينَ يُؤْمِنُونَ بِاللَّهِ وَرَسُولِهِ فَإِذَا اسْتَأْذَنُوكَ لِبَعْضِ شَأْنِهِمْ فَأْذَنْ لِمَنْ شِئْتَ مِنْهُمْ وَاسْتَغْفِرْ لَهُمُ اللَّهَ إِنَّ اللَّهَ غَفُورٌ رَحِيمٌ ۝٦٢﴾. ومعنى الآية الكريمة: إذا استأذنك يا محمد الذين لا يذهبون عنك إلا بإذنك في هذه المواطن لقضاء بعض حاجاتهم التي تعرض لهم فأذَن لمن شئت منهم في الانصراف عنك لقضائها، واستغفر لهم، فكان الرسولُ محمد بالخَيار، إن شاء أذن للمستأذن إذا رأى ذلك ضرورة له، ولم ير فيه مضرة على الجماعة، فكان يأذن أو يمنع حسب ما تقتضيه المصلحة ويقتضيه مقام الحال. كما قسم الرسولُ أصحابه إلى مجموعات للحراسة ومقاومة كل من يريد أن يخترق الخندق.
وواصل المسلمون عملهم في حفر الخندق، فكانوا يحفرونه طول النهار، ويرجعون إلى أهليهم في المساء، حتى تكامل الخندق حسب الخطة المنشودة، قبل أن يصل جيش الأحزاب إلى أسوار المدينة.

### تأمين الذراري والنساء والصبيان
لما علم الرسولُ محمدٌ بقدوم جيش الأحزاب وأراد الخروج إلى الخندق، أمر بوضع ذراري المسلمين ونسائهم وصبيانهم في حصن بني حارثة، حتى يكونوا في مأمن من خطر الأعداء، وقد فعل الرسولُ محمد ذلك لأن حماية الذراري والنساء والصبيان لها أثر فعال على معنويات المقاتلين؛ لأن الجندي إذا اطمأن على زوجه وأبنائه يكون مرتاح الضمير هادئ الأعصاب، أما إذا كان الأمر بعكس ذلك فإن أمر الجندي يضطرب ومعنوياته تضعف ويستولي عليه القلق، مما يكون له أثر في تراجعه عن القتال.
إذن، وضع الرسولُ محمدٌ النساء والأطفال في حصن فارع قوي حمايةً لهم؛ لأن المسلمين كانوا في شغل عن حمايتهم، لمواجهتهم جيوش الأحزاب، فعندما نقض يهود بني قريظة عهدهم مع الرسول، أرسلت بنو قريظة يهوديًّا ليستطلع وضع الحصن الذي فيه نساءُ المسلمين وأطفالُهم، فأبصرته صفية بنت عبد المطلب عمة الرسول محمد، فأخذت عمودًا ونزلت من الحصن فضربته بالعمود فقتلته، فكان هذا الفعل من صفية رادعًا لليهود من التحرش بهذا الحصن الذي ليس فيه إلا النساء والأطفال، حيث ظنت يهود بني قريظة أنه يحميه الجيشُ الإسلاميُّ، أو أن فيه على الأقل من يدافع عنه من الرجال.

## بعض معجزات الرسول محمد أثناء حفر الخندق

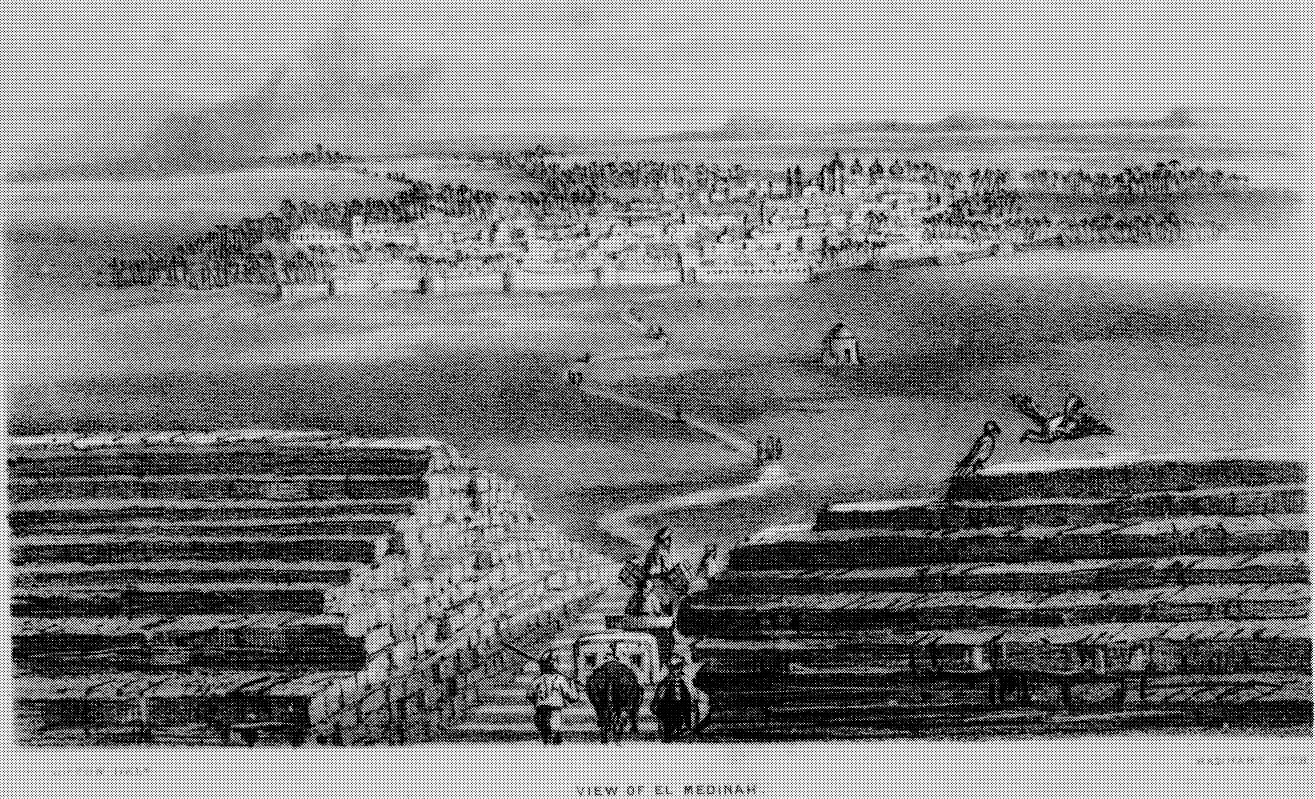
رسم قديم للمدينة المنورة

يؤمن المسلمون أنه قد ظهرت خلال مرحلة حفر الخندق معجزاتٌ حسيةٌ للرسول محمد، منها تكثير الطعام الذي أعده جابر بن عبد الله، إذ قال جابر بن عبد الله:
وهذه ابنة بشير بن سعد تقول: «دعتني أمي عمرة بنت رواحة فأعطتني حفنة من تمر في ثوبي، ثم قالت: «أي بنية، اذهبي إلى أبيك وخالك عبد الله بن رواحة بغدائهما»، فأخذتها فانطلقت بها، فمررت برسول الله ﷺ وأنا ألتمس أبي وخالي، فقال: «تعالي يا بنية ما هذا معك؟»، فقلت: «يا رسول الله، هذا تمر بعثتني به أمي إلى أبي بشير بن سعد، وخالي عبد الله بن رواحة يتغذيانه»، قال: «هاتيه»، فصببته في كفي رسول الله ﷺ فما ملأتهما، ثم أمر بثوب فبسط له ثم دعا بالتمر عليه فتبدد فوق الثوب، ثم قال لإنسان عنده: «اصرخ في أهل الخندق أن هلم إلى الغذاء»، فاجتمع أهل الخندق عليه فجعلوا يأكلون منه، وجعل يزيد حتى صدر أهل الخندق عنه، وإنه ليسقط من أطراف الثوب».
وعندما اعترضت صخرةٌ الصحابةَ وهم يحفرون، ضربها الرسولُ محمدٌ ثلاث ضربات فتفتتت، قال إثر الضربة الأولى: «الله أكبر، أعطيت مفاتيح الشام، والله إني لأبصر قصورها الحمراء الساعة»، ثم ضربها الثانية فقال: «الله أكبر، أعطيت مفاتيح فارس، والله إني لأبصر قصر المدائن أبيض»، ثم ضرب الثالثة، وقال: «الله أكبر أعطيت مفاتيح اليمن، والله إني لأبصر أبواب صنعاء من مكاني هذه الساعة». وقد تحققت هذه البشارة التي أخبرت عن اتساع الفتوحات الإسلامية والإخبار عنها في وقت كان المسلمون فيه محصورين في المدينة يواجهون المشاق والخوف والجوع والبرد القارص.

## بدء غزوة الخندق وفرض الحصار على المسلمين
| «اللهم منزل الكتاب، سريع الحساب، اللهم اهزم الأحزاب، اللهم اهزمهم وزلزلهم» |
| — محمد بن عبد الله                                                         |

أقبلت قريش وكنانة في أربعة آلاف مقاتل، حتى نزلوا بمجتمع الأسيال من رومة بين الجرف وزعابة، وأقبلت غطفان وبنو أسد وسليم في ستة آلاف حتى نزلوا بذنب نقمي إلى جانب أحد. ولما رأى المؤمنون الأحزاب قالوا: «هذا ما وعدنا الله ورسوله، وصدق الله ورسوله»، فنزلت هذه الآية من سورة الأحزاب: ﴿وَلَمَّا رَأَى الْمُؤْمِنُونَ الْأَحْزَابَ قَالُوا هَذَا مَا وَعَدَنَا اللَّهُ وَرَسُولُهُ وَصَدَقَ اللَّهُ وَرَسُولُهُ وَمَا زَادَهُمْ إِلَّا إِيمَانًا وَتَسْلِيمًا ۝٢٢﴾.
وأما المنافقون فقد انسحبوا من الجيش، وزاد خوفُهم، حتى قال معتب بن قشير الضبيعي الأوسي: «كان محمد يعدنا أن نأكل كنوز كسرى وقيصر، وأحدنا لا يأمن على نفسه أن يذهب إلى الغائط»، وطلب البعضُ الآخرُ الإذنَ لهم بالرجوع إلى بيوتهم بحجة أنها عورة، فقد كان موقفهم يتسم بالجبن والإرجاف وتخذيل المؤمنين، وقد صور القرآنُ حالَ المنافقين في هذه الآيات: ﴿وَإِذْ قَالَتْ طَائِفَةٌ مِنْهُمْ يَا أَهْلَ يَثْرِبَ لَا مُقَامَ لَكُمْ فَارْجِعُوا وَيَسْتَأْذِنُ فَرِيقٌ مِنْهُمُ النَّبِيَّ يَقُولُونَ إِنَّ بُيُوتَنَا عَوْرَةٌ وَمَا هِيَ بِعَوْرَةٍ إِنْ يُرِيدُونَ إِلَّا فِرَارًا ۝١٣ وَلَوْ دُخِلَتْ عَلَيْهِمْ مِنْ أَقْطَارِهَا ثُمَّ سُئِلُوا الْفِتْنَةَ لَآتَوْهَا وَمَا تَلَبَّثُوا بِهَا إِلَّا يَسِيرًا ۝١٤ وَلَقَدْ كَانُوا عَاهَدُوا اللَّهَ مِنْ قَبْلُ لَا يُوَلُّونَ الْأَدْبَارَ وَكَانَ عَهْدُ اللَّهِ مَسْئُولًا ۝١٥ قُلْ لَنْ يَنْفَعَكُمُ الْفِرَارُ إِنْ فَرَرْتُمْ مِنَ الْمَوْتِ أَوِ الْقَتْلِ وَإِذًا لَا تُمَتَّعُونَ إِلَّا قَلِيلًا ۝١٦ قُلْ مَنْ ذَا الَّذِي يَعْصِمُكُمْ مِنَ اللَّهِ إِنْ أَرَادَ بِكُمْ سُوءًا أَوْ أَرَادَ بِكُمْ رَحْمَةً وَلَا يَجِدُونَ لَهُمْ مِنْ دُونِ اللَّهِ وَلِيًّا وَلَا نَصِيرًا ۝١٧ قَدْ يَعْلَمُ اللَّهُ الْمُعَوِّقِينَ مِنْكُمْ وَالْقَائِلِينَ لِإِخْوَانِهِمْ هَلُمَّ إِلَيْنَا وَلَا يَأْتُونَ الْبَأْسَ إِلَّا قَلِيلًا ۝١٨ أَشِحَّةً عَلَيْكُمْ فَإِذَا جَاءَ الْخَوْفُ رَأَيْتَهُمْ يَنْظُرُونَ إِلَيْكَ تَدُورُ أَعْيُنُهُمْ كَالَّذِي يُغْشَى عَلَيْهِ مِنَ الْمَوْتِ فَإِذَا ذَهَبَ الْخَوْفُ سَلَقُوكُمْ بِأَلْسِنَةٍ حِدَادٍ أَشِحَّةً عَلَى الْخَيْرِ أُولَئِكَ لَمْ يُؤْمِنُوا فَأَحْبَطَ اللَّهُ أَعْمَالَهُمْ وَكَانَ ذَلِكَ عَلَى اللَّهِ يَسِيرًا ۝١٩ يَحْسَبُونَ الْأَحْزَابَ لَمْ يَذْهَبُوا وَإِنْ يَأْتِ الْأَحْزَابُ يَوَدُّوا لَوْ أَنَّهُمْ بَادُونَ فِي الْأَعْرَابِ يَسْأَلُونَ عَنْ أَنْبَائِكُمْ وَلَوْ كَانُوا فِيكُمْ مَا قَاتَلُوا إِلَّا قَلِيلًا ۝٢٠﴾.

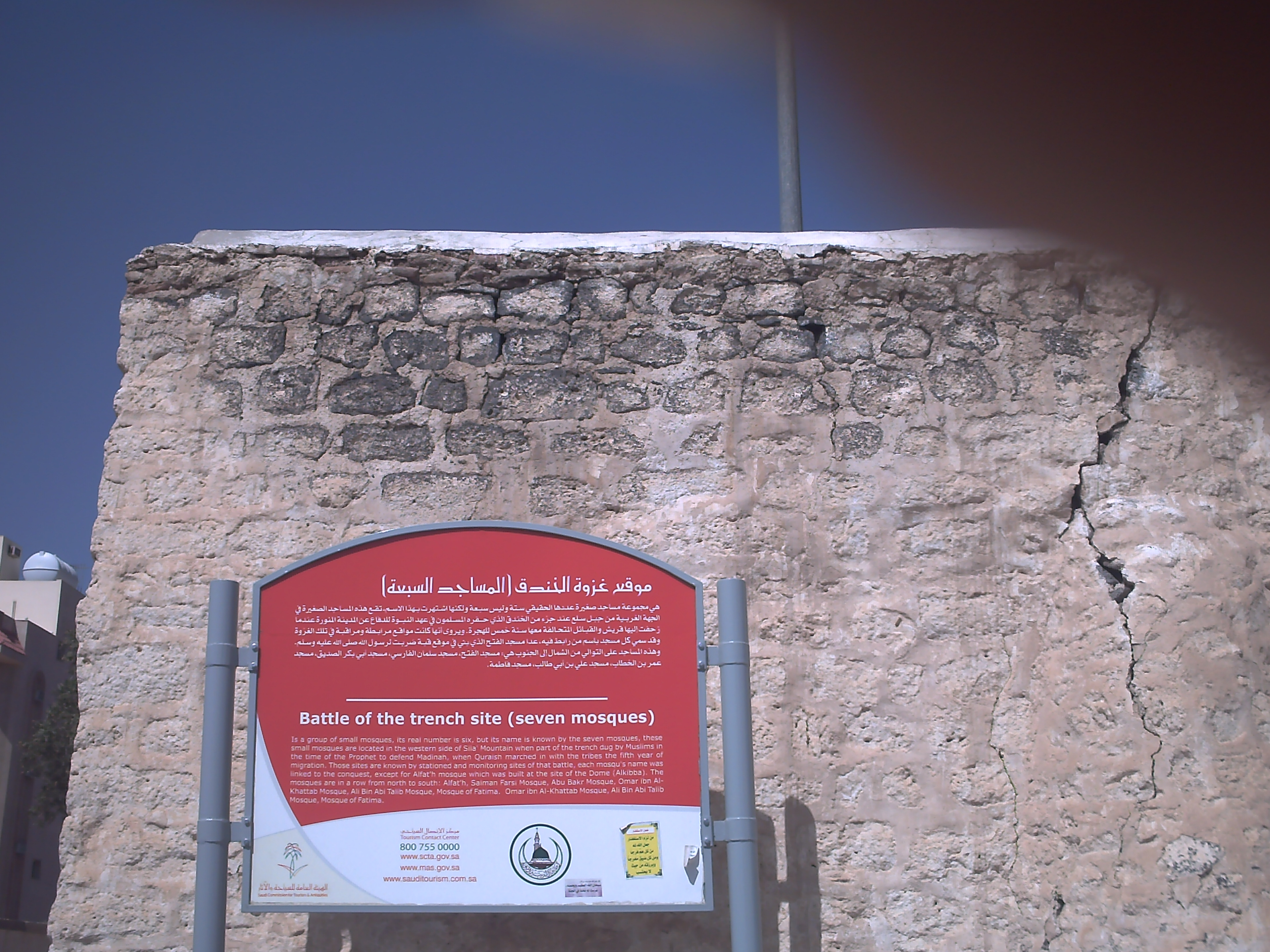
لافتة توضيحية عند المساجد السبعة، وهي مجموعة مساجد صغيرة تقع في الجهة الغربية من جبل سلع عند جزء من الخندق الذي حفره المسلمون، ويروى أنها كانت مواقع مرابطة ومراقبة في غزوة الخندق

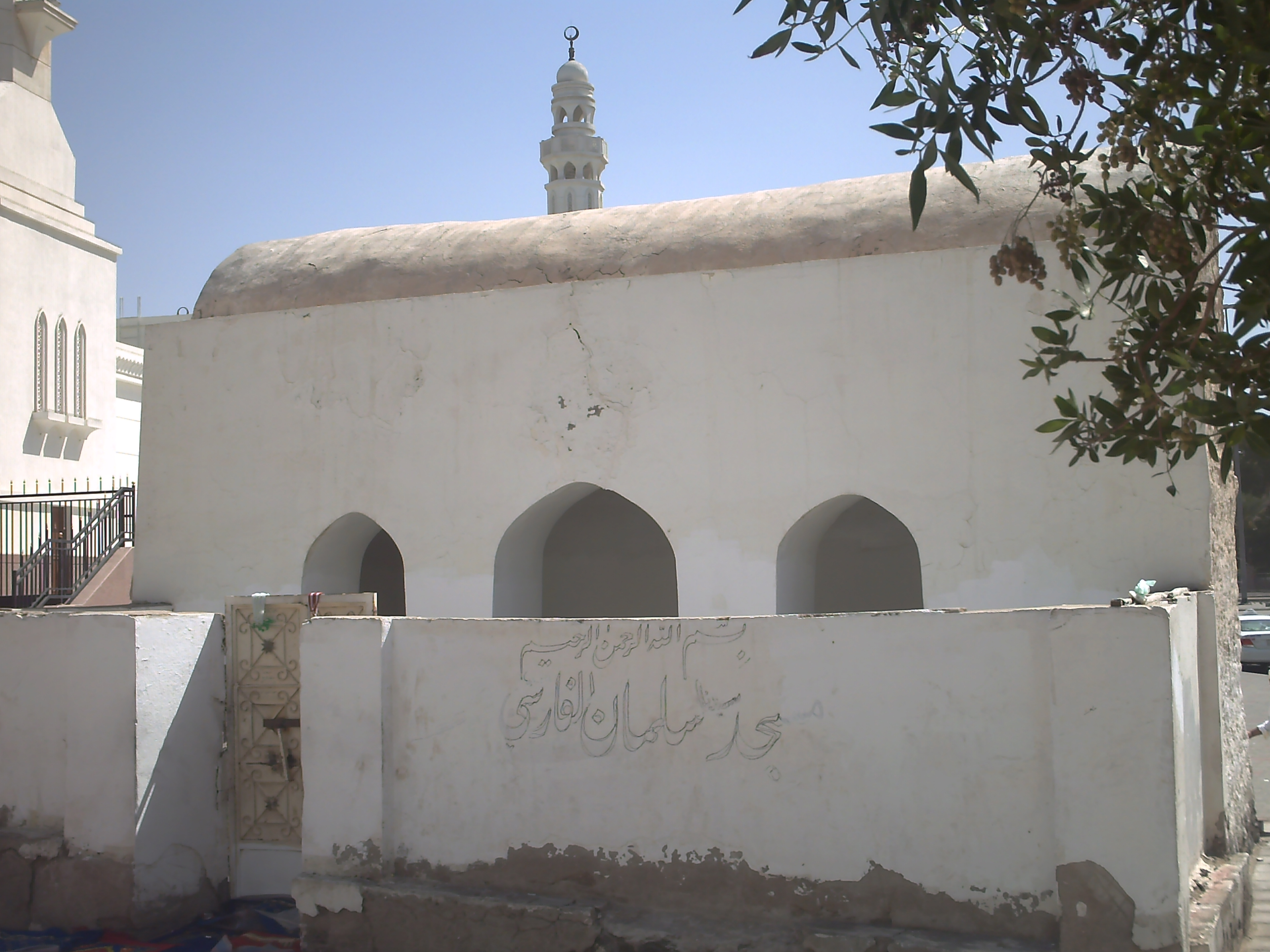
مسجد سلمان الفارسي، أحد المساجد السبعة

وخرج الرسولُ محمدٌ في ثلاثة آلاف من المسلمين، فجعلوا ظهورَهم إلى جبل سلع فتحصنوا به، والخندق بينهم وبين الأحزاب، وكان شعارهم: «هم لا ينصرون»، واستخلف على المدينة ابن أم مكتوم، وأمر بالنساء والذراري فجعلوا في آطام المدينة. ولما أراد المشركون مهاجمةَ المسلمين واقتحامَ المدينة، وجدوا خندقاً عريضاً يحول بينهم وبينها، فالتجأوا إلى فرض الحصار على المسلمين، بينما لم يكونوا مستعدين له حين خرجوا من ديارهم، إذ كانت هذه الخطة -كما قالوا- مكيدةً ما عرفتها العرب، فلم يكونوا أدخلوها في حسابهم رأساً.
وأخذ المشركون يدورون حول الخندق غضاباً، يتحسسون نقطة ضعيفة لينحدروا منها، وأخذ المسلمون يتطلعون إلى جولات المشركين، يرشقونهم بالنبل، حتى لا يجترئوا على الاقتراب منه، ولا يستطيعوا أن يقتحموه، أو يهيلوا عليه التراب، ليبنوا به طريقاً يمكّنهم من العبور.
وكره فوارسٌ من قريش أن يقفوا حول الخندق من غير جدوى في ترقب نتائج الحصار، فإن ذلك لم يكن من شيمهم، فتلبس منهم للقتال جماعةٌ فيها عمرو بن عبد ود العامري القرشي وعكرمة بن أبي جهل المخزومي القرشي وضرار بن الخطاب الفهري القرشي وهبيرة بن أبي وهب المخزومي القرشي وغيرهم، ثم خرجوا على خيلهم فمروا بمنازل حلفائهم وبني عمومتهم بني كنانة فقالوا يستثيرون حميتهم للقتال: «تهيئوا يا بني كنانة للحرب، فستعلمون من الفرسان اليوم»، ثم أقبلوا تعنق بهم خيلهم، حتى وقفوا على الخندق، فلما رأوه قالوا: «والله إن هذه لمكيدة ما كانت العرب تكيدها»، فتيمموا مكاناً ضيقاً من الخندق فاقتحموه، وجالت بهم خيلهم في السبخة بين الخندق وسلع، وخرج علي بن أبي طالب في نفر من المسلمين حتى أخذوا عليهم الثغرة التي أقحموا منها خيلهم، ودعا عمرو إلى المبارزة، فانتدب له علي بن أبي طالب، وقال كلمة حمي لأجلها، وكان من شجعان المشركين وأبطالهم، فاقتحم عن فرسه فعقره وضرب وجهه، ثم أقبل على علي، فتجاولا وتصاولا، حتى قتله عليٌّ، وانهزم الباقون حتى اقتحموا من الخندق هاربين، وقد بلغ بهم الرعبُ إلى أن ترك عكرمة رمحه وهو منهزم عن عمرو.
وكان عمرو بن عبد ود قد قاتل يوم بدر حتى أثبتته الجراحة، فلم يشهد يوم أحد، فلما كان يوم الخندق خرج معلّماً ليُرى مكانُه، فلما وقف هو وخيله قال: «من يبارز؟»، فبرز له علي بن أبي طالب فقال له: «يا عمرو، إنك كنت عاهدت الله ألا يدْعوك رجل من قريش إلى إحدى خلتين إلا أخذتها منه»، قال له: «أجل»، قال له علي: «فإني أدعوك إلى الله وإلى رسوله وإلى الإسلام»، قال: «لا حاجة لي بذلك»، قال: «فإني أدعوك إلى النزال»، فقال له: «لم يا ابن أخي؟ فوالله ما أحب أن أقتلك»، قال له علي: «لكني والله أحب أن أقتلك»، فحمي عمرو عند ذلك فاقتحم عن فرسه فعقره وضرب وجهه، ثم أقبل على علي فتنازلا وتجاولا، فقتله علي، وخرجت خيلهم منهزمةً حتى اقتحمت من الخندق هاربة. وقال علي بن أبي طالب في ذلك:
وقد حاول المشركون في بعض الأيام محاولة بليغة لاقتحام الخندق، أو لبناء الطرق فيها، ولكن المسلمين كافحوا مكافحةً شديدةً، ورشقوهم بالنبل وناضلوهم أشد النضال حتى فشل المشركون في محاولتهم. ولأجل الاشتغال بمثل هذه المكافحة الشديدة فاتت بعض الصلوات عن الرسولِ محمدٍ والمسلمين، فقد وَجَّهَ المشركون كتيبةً غليظةً نحو مقر الرسول، فقاتلهم المسلمون يومًا إلى الليل، فلما حانت صلاة العصر دنت كتيبةٌ، فلم يقدر الرسولُ ولا أحدٌ من أصحابه الذين كانوا معه أن يصلوا، وشغل بهم الرسول فلم يصل العصر، ولم تنصرف الكتيبة إلا مع الليل، فقال الرسولُ محمدٌ: «ملأ الله عليهم بيوتهم وقبورهم نارًا، كما شغلونا عن الصلاة الوسطى حتى غابت الشمس».
وقد دامت محاولةُ العبور من المشركين، والمكافحةُ المتواصلة من المسلمين أياماً، إلا أن الخندق لمّا كان حائلا بين الجيشين لم يجر بينهما قتالٌ مباشرٌ وحربٌ داميةٌ، بل اقتصروا على المراماة والمناضلة.
وفي هذه المراماة قُتل رجال من الجيشين: ستة من المسلمين وعشرة من المشركين، بينما كان قُتل واحد أو اثنين منهم بالسيف.

### نقض بني قريظة عهدهم مع المسلمين
كان المسلمون يخشون غدر يهود بني قريظة الذين يسكنون في جنوب المدينة، فيقع المسلمون حينئذ بين نارين، اليهود خلف خطوطهم، والأحزاب بأعدادهم الهائلة من أمامهم، ونجح اليهودي زعيم بني النضير في استدراج كعب بن أسد زعيم بني قريظة لينضم مع الأحزاب لمحاربة المسلمين، فقد انطلق كبير بني النضير حيي بن أخطب إلى ديار بني قريظة، فأتى كعب بن أسد القرضي، سيد بني قريظة، وصاحب عقدهم وعهدهم، وكان قد عاقد الرسولَ محمداً على أن ينصره إذا أصابته حرب، فضرب عليه حيي الباب، فأغلقه كعب دونه، فما زال يكلمه حتى فتح له بابه، فقال حيي: «إني قد جئتك يا كعب بعز الدهر وببحر طام، جئتك بقريش على قادتها وسادتها، حتى أنزلتهم بمجمع الأسيال من رومة، وبغطفان على قادتها وسادتها حتى أنزلتهم بذنب نقمي إلى جانب أحد، قد عاهدوني وعاقدوني على ألا يبرحوا حتى نستأصل محمداً ومن معه»، فقال له كعب: «جئتني والله بذل الدهر وبجهام قد اهراق ماؤه، فهو يرعد ويبرق، ليس فيه شيء، ويحك يا حيي! فدعني وما أنا عليه، فإني لم أر من محمد إلا صدقاً ووفاءً»، فلم يزل حيي بكعب يفتله في الذروة والغارب، حتى سمح له على أن أعطاه عهداً من الله وميثاقا: «لئن رجعت قريش وغطفان، ولم يصيبوا محمداً أن أدخل معك في حصنك، حتى يصيبني ما أصابك»، فنقض كعب بن أسد عهده، وبرئ مما كان بينه وبين المسلمين، ودخل مع المشركين في المحاربة ضد المسلمين.

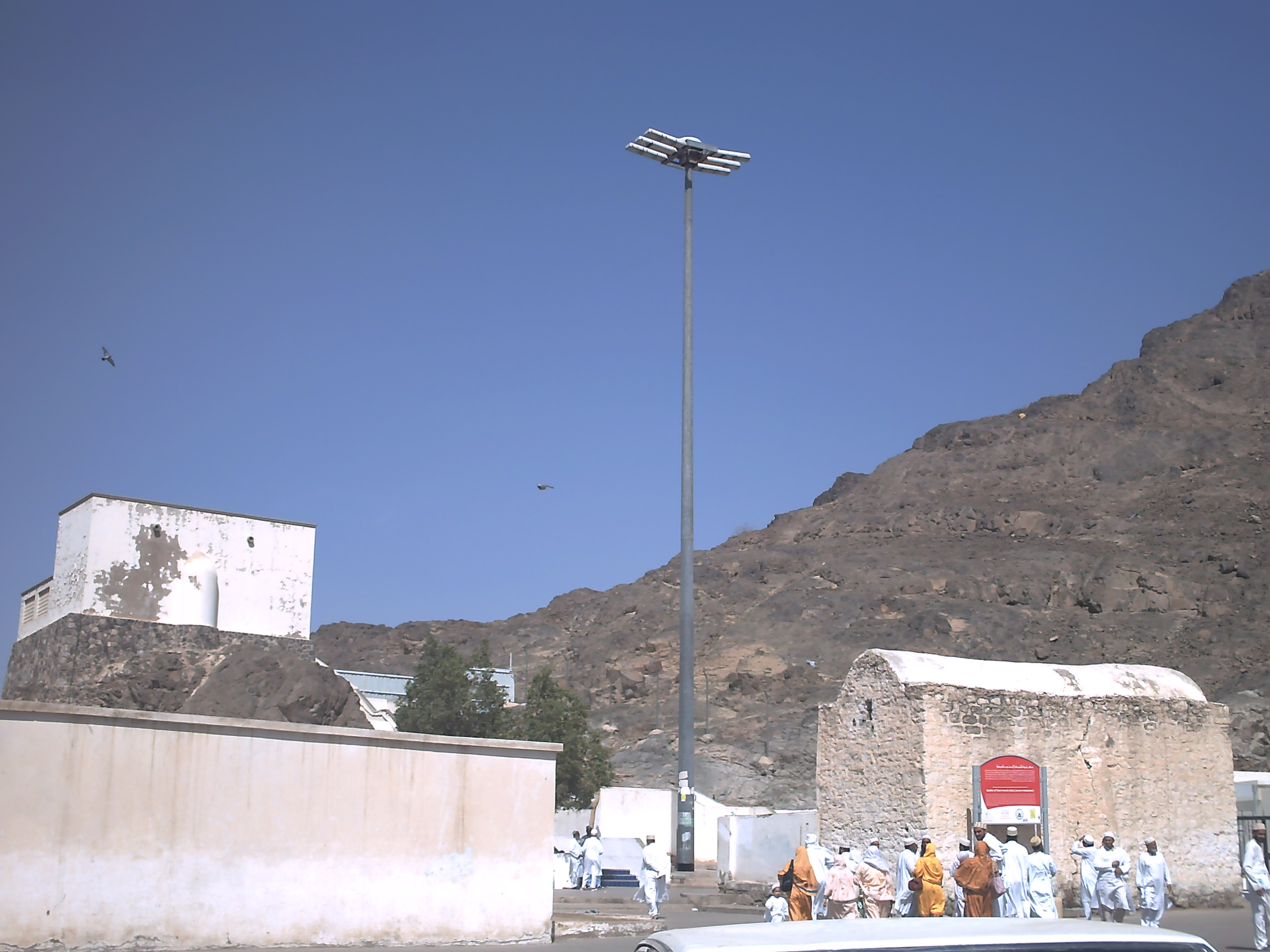
موقع غزوة الخندق في المدينة المنورة

وسرت الشائعات بين المسلمين بأن قريظة قد نقضت عهدها معهم، وكان الرسولُ محمدٌ يخشى أن تنقض بنو قريظة العهد الذي بينهم وبينه، ولذلك انتدب الزبير بن العوام ليأتيه من أخبارهم، فذهب الزبير، فنظر ثم رجع فقال: «يا رسول الله، رأيتهم يصلحون حصونهم ويدربون طرقهم، وقد جمعوا ماشيتهم»، وبعد أن كثرت القرائن الدالة على نقض بني قريظة للعهد، أرسل الرسولُ محمد سعداً بن معاذ وسعداً بن عبادة وعبد الله بن رواحة وخوات بن جبير وقال لهم: «انطلقوا حتى تنظروا أحقٌّ ما بلغنا عن هؤلاء القوم أم لا؟ فإن كان حقًّا فالحنوا لي لحنًا أعرفه، ولا تفتوا في أعضاد الناس، وإن كانوا على الوفاء فيما بيننا وبينهم فاجهروا به للناس»، فخرجوا حتى أتوهم، فوجدوهم قد نقضوا العهد، فرجعوا فسلموا على الرسول محمد وقالوا: «عضل والقارة»، فعرف الرسولُ محمد مرادهم. ومعنى الحنوا لي لحنًا: أي قولوا لي كلاماً لا يفهمه أحد سواي، وعضل والقارة: قبيلتان من كنانة سبق منهما الغدرُ بأصحاب الرسولِ محمد في «ذات الرجيع».
واستقبل الرسولُ غدر بني قريظة بالثبات والحزم واستخدام كل الوسائل التي من شأنها أن تقوي روح المؤمنين وتصدع جبهات المعتدين، فأرسل في الوقت نفسه سلمة بن أسلم في مئتي رجل، وزيد بن حارثة في ثلاثمائة رجل، يحرسون المدينة، ويظهرون التكبير ليرهبوا بني قريظة، وفي هذه الأثناء استعدت بنو قريظة للمشاركة مع الأحزاب، فأرسلت إلى جيوشها عشرين بعيرًا كانت محملة تمرًا وشعيرًا وتينًا لتمدهم بها وتقويهم على البقاء، إلا أنها أصبحت غنيمة للمسلمين الذين استطاعوا مصادرتها وأتوا بها إلى الرسولِ محمدٍ.
زادت جيوش الأحزاب في تشديد الحصار على المسلمين بعد انضمام بني قريظة إليها، واشتد الكرب على المسلمين، وتأزم الموقف، وقد تحدث القرآن الكريم عن حالة الحرج والتدهور التي أصابت المسلمين، ووصف ما وصل إليه المسلمون من جزع وخوف وفزع في تلك المحنة الرهيبة، وذلك في هذه الآيات: ﴿إِذْ جَاءُوكُمْ مِنْ فَوْقِكُمْ وَمِنْ أَسْفَلَ مِنْكُمْ وَإِذْ زَاغَتِ الْأَبْصَارُ وَبَلَغَتِ الْقُلُوبُ الْحَنَاجِرَ وَتَظُنُّونَ بِاللَّهِ الظُّنُونَا ۝١٠ هُنَالِكَ ابْتُلِيَ الْمُؤْمِنُونَ وَزُلْزِلُوا زِلْزَالًا شَدِيدًا ۝١١﴾. وكان ظن المسلمين بالله قويًا، وفي ذلك نزلت هذه الآيات: ﴿وَلَمَّا رَأَى الْمُؤْمِنُونَ الْأَحْزَابَ قَالُوا هَذَا مَا وَعَدَنَا اللَّهُ وَرَسُولُهُ وَصَدَقَ اللَّهُ وَرَسُولُهُ وَمَا زَادَهُمْ إِلَّا إِيمَانًا وَتَسْلِيمًا ۝٢٢﴾.
وتزايدت محاولات المشركين لاقتحام الخندق، وأصبحت خيل المشركين تطوف بأعداد كبيرة كل ليلة حول الخندق حتى الصباح، وحاول خالد بن الوليد مع مجموعة من فرسان قريش أن يقتحم الخندق على المسلمين في ناحية ضيقة منه، ويأخذهم على حين غرة، لكن أسيد بن حضير في مئتين من الصحابة يراقبون تحركاتهم، وقد حصلت مناوشات قُتل فيها الصحابي الطفيل بن النعمان، والذي قتله هو وحشي قاتل حمزة بن عبد المطلب يوم أُحُدٍ، إذ رماه بحربة عبر الخندق فأصابت منه مقتلاً، واستطاع حبان بن العرقة من المشركين أن يرمي سهمًا أصاب سعداً بن معاذ في أكحله (أي في وسط ذراعه)، وقال: «خذها وأنا بن العرقة»، وقد قال سعد بن معاذ عندما أصيب:
| غزوة الخندق | اللهم إن كنتَ أبقيتَ من حرب قريش شيئًا فأبقني لها، فإنه لا قومَ أحبُّ إليَّ أن أجاهدهم من قوم آذوا رسولَك وكذبوه وأخرجوه، اللهم وإن كنتَ وضعتَ الحرب بيننا وبينهم فاجعلها شهادة، ولا تمتني حتى تقر عيني من بني قريظة. | غزوة الخندق |

### مفاوضة غطفان
اختار الرسولُ محمدٌ قبيلة غطفان بالذات لمصالحتها على مال يدفعه إليها على أن تترك محاربته وترجع إلى بلادها، فهو يعلم أن غطفان وقادتها ليس لهم من وراء الاشتراك في هذا الغزو أيُّ هدفٍ سياسي يريدون تحقيقه، أو باعثٍ عقائدي يقاتلون تحت رايته، وإنما كان هدفُهم الأول والأخير من الاشتراك في هذا الغزو الكبير هو الحصولَ على المال بالاستيلاء عليه من خيرات المدينة عند احتلالها؛ ولهذا لم يحاول الرسولُ محمدٌ الاتصال بقيادة الأحزاب من اليهود (كحيي بن أخطب، وكنانة بن الربيع)، أو قادة قريش كأبي سفيان بن حرب، لأن هدف أولئك الرئيسي، لم يكن المال، وإنما كان هدفهم هدفًا سياسيًّا وعقائديًّا يتوقف تحقيقه والوصول إليه على هدم الكيان الإسلامي من الأساس؛ لذا فقد كان اتصاله فقط بقادة غطفان، الذين لم يترددوا في قبول العرض الذي عرضه عليهم الرسول، فقد استجاب القائدان: عيينة بن حصن الفزاري الغطفاني، والحارث بن عوف المري الغطفاني لطلب الرسولِ محمدٍ، وحضرا مع بعض أعوانهما إلى مقر قيادة الرسولِ، واجتمعا به وراء الخندق مستخفين دون أن يعلم بهما أحد، وشرع الرسولُ في مفاوضتهم، وكانت المفاوضة تدور حول عرض تقدم به الرسولُ يدعو فيه إلى عقد صلح منفرد بينه وبين غطفان، وأهم البنود التي جاءت في هذه الاتفاقية المقترحة:
1. عقد صلح منفرد بين المسلمين وغطفان الموجودة ضمن جيوش الأحزاب.
2. توادعُ غطفانُ المسلمين وتتوقفُ عن القيام بأي عمل حربي ضدهم، وخاصة في هذه الفترة.
3. تفكُ غطفان الحصار عن المدينة وتنسحب بجيوشها عائدة إلى بلادها.
4. يدفعُ المسلمون لغطفان مقابل ذلك ثلثَ ثمار المدينة كلِّها من مختلف الأنواع، ويظهر أن ذلك لسنة واحدة.[66] فقد قال الرسولُ لقائدي غطفان: «أرأيت إن جعلت لكم ثلث تمر المدينة ترجعان بمن معكم وتخذلان بين الأعراب؟»، قالا: «تعطينا نصف تمر المدينة»، فأبى الرسولُ محمد أن يزيدهما على الثلث، فرضيا بذلك، وجاء في عشرة من قومهما حين تقارب الأمر.[67]

وقَبْلَ عقد الصلح مع غطفان، شاور الرسولُ محمد الصحابةَ في هذا الأمر، فكان رأيهم في عدم إعطاء غطفان شيئاً من ثمار المدينة، وقال السعدان: سعدُ بن معاذ، وسعدُ بن عبادة: «يا رسول الله، أمرًا تحبه فنصنعه؟ أم شيئًا أمرك الله به لا بد لنا من العمل به؟ أم شيئا تصنعه لنا؟»، فقال: «بل شيء أصنعه لكم، والله ما أصنع ذلك إلا لأني رأيت العرب رمتكم عن قوس واحدة، وكالبوكم من كل جانب، فأردت أن أكسر عنكم من شوكتهم إلى أمر ما»، فقال له سعد بن معاذ: «يا رسول الله، قد كنا وهؤلاء على الشرك بالله وعبادة الأوثان، لا نعبد الله ولا نعرفه، وهم لا يطمعون أن يأكلوا منها ثمرة واحدة إلا قِرى أو بَيعًا، أفحين أكرمنا الله بالإسلام وهدانا له وأعزنا بك وبه، نعطيهم أموالنا؟ ما لنا بهذا من حاجة، والله لا نعطيهم إلا السيف، حتى يحكم الله بيننا وبينهم»، فقال الرسولُ محمد: «أنت وذاك»، فتناول سعد بن معاذ الصحيفة، فمحا ما فيها من الكتاب، ثم قال: «ليجهدوا علينا». وفي رواية أخرى: بعد أن انتهى سعد بن معاذ من كلامه، سَُّر الرسولُ بذلك وقال: «أنتم وذاك»، وقال لعيينة والحارث: «انصرفا فليس لكما عندنا إلا السيف»، وتناول سعد الصحيفة وليس فيها شهادة فمحاها.

### اختلاف الأحلاف وتفككهم
ذهب رجلٌ من غطفان هو نعيم بن مسعود الأشجعي الغطفاني إلى الرسولِ محمد ليعلن إسلامه، وقال له: «يا رسول الله، إن قومي لم يعلموا بإسلامي فمرني بما شئت»، فقال له الرسولُ محمد: «إنما أنت فينا رجل واحد فخذل عنا إن استطعت فإن الحرب خدعة». فذهب من فوره إلى بني قريظة -وكان عشيراً لهم في الجاهلية- فدخل عليهم وقال: «قد عرفتم ودي إياكم، وخاصة ما بيني وبينكم»، قالوا: «صدقت»، قال: «فإن قريشاً ليسوا مثلكم، البلد بلدكم فيه أموالكم وأبناؤكم ونساؤكم، لا تقدرون أن تتحولوا منه إلى غيره، وإن قريشاً وغطفان قد جاؤوا لحرب محمد وأصحابه، وقد ظاهرتموهم عليه، وبلدهم وأموالهم ونساؤهم بغيره، فإن أصابوا فرصة انتهزوها، وإلا لحقوا ببلادهم وتركوكم ومحمداً فانتقم منكم»، قالوا: «فما العمل يا نعيم؟»، قال: «لا تقاتلوا معهم حتى يعطوكم رهائن»، قالوا: «لقد أشرت بالرأي». ثم مضى نعيم على وجهه إلى قريش، وقال لهم: «تعلمون ودي لكم ونصحي لكم؟»، قالوا: «نعم»، قال: «إن يهود قد ندموا على ما كان منهم من نقض عهد محمد وأصحابه، وإنهم قد راسلوه أنهم يأخذون منكم رهائن يدفعونها إليه، ثم يوالونه عليكم، فإن سألوكم رهائن فلا تعطوهم»، ثم ذهب إلى غطفان، فقال لهم مثل ذلك.
فلما كانت ليلة السبت من شوال سنة 5هـ، بعثت قريش وغطفان إلى يهود: «إنا لسنا بأرض مقام، وقد هلك الكراع والخف، فانهضوا بنا حتى نناجز محمداً»، فأرسل إليهم اليهود: «إن اليوم يوم السبت، وقد علمتم ما أصاب مَن قبلنا حين أحدثوا فيه، ومع هذا فإنا لا نقاتل معكم حتى تبعثوا إلينا رهائن»، فلما جاءتهم رسلهم بذلك قالت قريش وغطفان: «صدقكم والله نعيم»، فبعثوا إلى يهود: «إنا والله لا نرسل إليكم أحداً، فاخرجوا معنا حتى نناجز محمداً»، فقالت قريظة: «صدقكم والله نعيم»، فتخاذل الفريقان، ودبت الفرقة بين صفوفهم، وخارت عزائمهم.
وقد نجحت حيلة نعيم بن مسعود أيما نجاح، فغرست روح التشكيك وعدم الثقة بين قادة الأحزاب؛ مما أدى إلى كسر شوكتهم، وتهبيط عزمهم.

### دعاء المسلمين بالنصر
عندما اشتد الكربُ على المسلمين أكثر مما سبق، حتى بلغت القلوب الحناجر وزلزلوا زلزالاً شديدًا، توجهوا إلى الرسول محمدٍ وقالوا: «يا رسول الله، هل من شيء نقوله؟ فقد بلغت القلوب الحناجر»، فقال: «نعم. اللهم استر عوراتنا، وآمن روعاتنا». كما دعا الرسولُ محمدٌ على الأحزاب فقال: «اللهم منزل الكتاب، سريع الحساب، اهزم الأحزاب، اللهم اهزمهم وزلزلهم».

### انهزام الأحزاب وانتصار المسلمين
يؤمن المسلمون أن الله تعالى استجاب دعاءَ نبيه على الأحزاب، فصرفهم بحوله وقوته، وزلزل أبدانهم وقلوبهم، وشتت جمعهم بالخلاف، ثم أرسل عليهم الريح الباردة الشديدة، وألقى الرعب في قلوبهم، وأنزل جنودًا من عنده سبحانه، فقد كان الرسولُ محمد يقول: «لا إله إلا الله وحده، أعز جنده، ونصر عبده، وغلب الأحزاب وحده، فلا شيء بعده». وجاء في سورة الأحزاب الآية: ﴿يَا أَيُّهَا الَّذِينَ آمَنُوا اذْكُرُوا نِعْمَةَ اللَّهِ عَلَيْكُمْ إِذْ جَاءَتْكُمْ جُنُودٌ فَأَرْسَلْنَا عَلَيْهِمْ رِيحًا وَجُنُودًا لَمْ تَرَوْهَا وَكَانَ اللَّهُ بِمَا تَعْمَلُونَ بَصِيرًا ۝٩﴾. قال القرطبي في تفسير هذه الآية:
| غزوة الخندق | وكانت هذه الريح معجزة للنبي ﷺ؛ لأن النبي ﷺ والمسلمين كانوا قريبًا منهم، ولم يكن بينهم إلا عرض الخندق، وكانوا في عافية منها ولا خبر عندهم بها... وبعث الله عليهم الملائكة فقلعت الأوتاد وقطعت أطناب الفساطيط، وأطفأت النيران، وأكفأت القدور، وجالت الخيول بعضها في بعض، وأرسل عليهم الرعب، وكثر تكبير الملائكة في جوانب المعسكر حتى كان سيد كل خباء يقول: «يا بني فلان هلم إليَّ»، فإذا اجتمعوا قال لهم: «النجاء النجاء»، لما بعث الله عليهم الرعب. | غزوة الخندق |

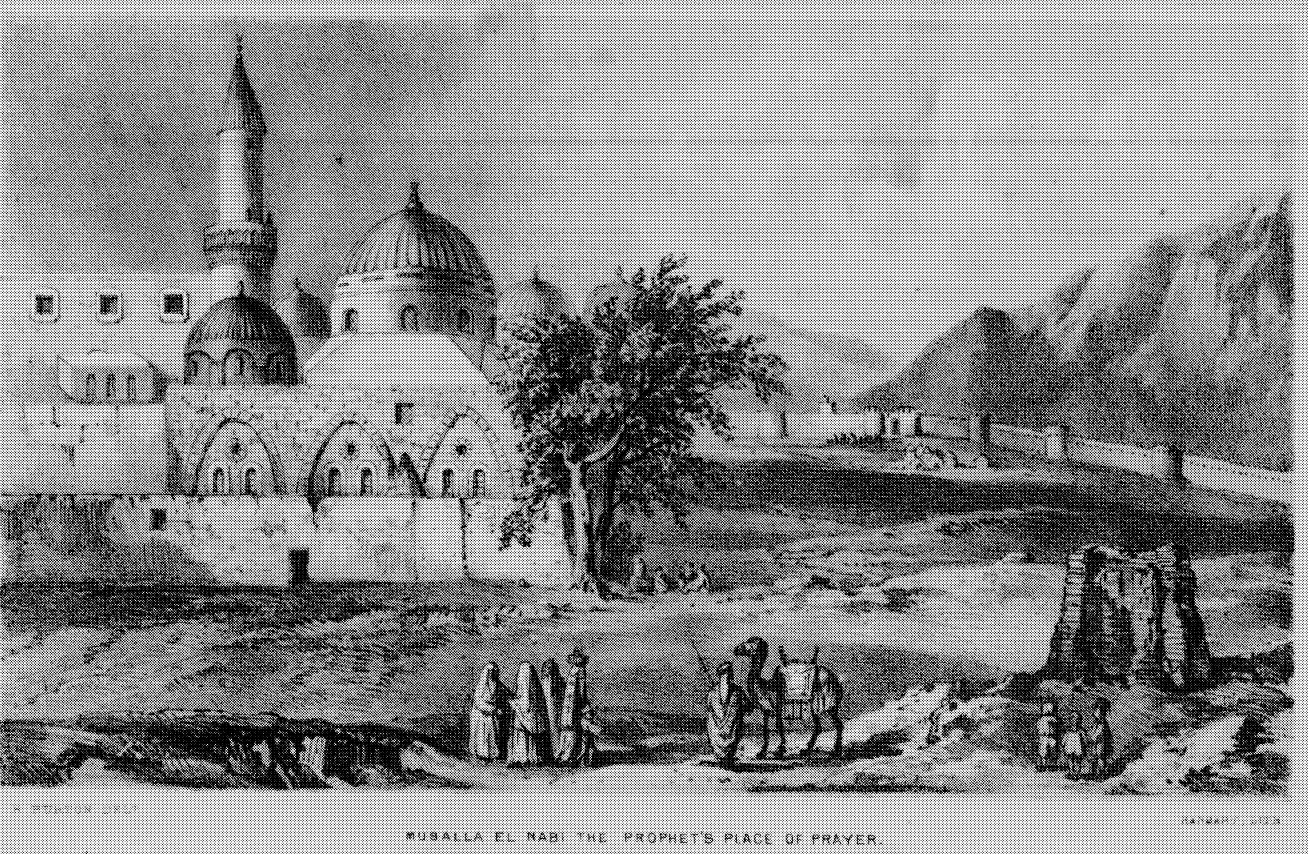
رسم للمسجد النبوي عام 1857م، الذي أُنشأَ فيه أولُ مستشفى إسلامي حربي في غزوة الخندق سنة 5هـ

وكان الرسولُ يتابع أمر الأحزاب، وأحب أن يتحرى عما حدث عن قرب فقال: «ألا رجل يأتينا بخبر القوم، جعله الله معي يوم القيامة»، فاستعمل أسلوب الترغيب، وكرره ثلاث مرات، وعندما لم يُجْدِ هذا الأسلوب لجأ إلى أسلوب الجزم والحزم في الأمر، فعين واحدًا بنفسه فقال: «قم يا حذيفة فائتنا بخبر القوم، ولا تذعرهم عليَّ». قال حذيفة بن اليمان العبسي الغطفاني: «فمضيت كأنما أمشي في حمَّام، فإذا أبو سفيان يُصلى ظهره بالنار، فوضعت سهمًا في كبد القوس، وأردت أن أرميه، ثم ذكرت قول رسول الله ﷺ: «لا تذعرهم عليَّ»، ولو رميته لأصبته، فرجعت كأنما أمشي في حمَّام، فأتيت رسول الله ﷺ وأصابني البرد حين رجعت وقررت، فأخبرت رسول الله ﷺ وألبسني فضل عباءة كانت عليه يصلي فيها، فلم أبرح نائمًا حتى الصبح، فلما أن أصبحت قال رسول الله ﷺ: «قم يا نومان»». ويروى أنه لما كان حذيفة عند الأحزاب، قال أبو سفيان: «ليأخذ كل رجل منكم بيد جليسه»، قال حذيفة: فضربت بيدي على يد الذي على يميني فقلت: «من أنت؟»، قال: «معاوية بن أبي سفيان»، ثم ضربت بيدي على يد الذي عن شمالي، فقلت: «من أنت؟»، قال: «عمرو بن العاص»، وهكذا بدرهم بالمسألة حتى لا يتيح لهم فرصة ليسألوه، وبهذا تخلص من هذا المأزق الحرج الذي ربما كان أودى بحياته.

### الشعر والهجاء بين الفريقين
بعد تفرق قبائل الأحزاب انبرى شعراؤهم لتهوين انهزامهم، ومن القصائد التي ذكرت بغزوة الخندق:
قصيدة لضرار بن الخطاب الفهري القرشي، أحدِ شعراء الأحزاب، يهجو فيها المسلمين ويتوعد بغزوهم كرة أخرى فيقول:
فأجابه كعب بن مالك السلمي الخزرجي أحد شعراء المسلمين قائلاً:
وقد قال الرسولُ محمدٌ لشاعر المسلمين حسان بن ثابت النجاري الخزرجي يوم قريظة: «اهج المشركين، فإن جبريل معك».

### أول مستشفى إسلامي حربي
أنشأ المسلمون أول مستشفى إسلامي حربي في غزوة الأحزاب، فقد ضرب الرسولُ محمدٌ خيمةً في مسجده في المدينة، عندما دارت رحى غزوة الأحزاب، فأمر أن تكون رفيدةٌ الأسلميةُ الأنصاريةُ رئيسةَ ذلك المستشفى، وبذلك أصبحت أولَ ممرضة عسكرية في الإسلام، وجاء في السيرة النبوية لابن هشام: «وكان ﷺ قد جعل سعد بن معاذ في خيمة لامرأة من أسلم، يقال لها رفيدة، في مسجده، كانت تداوي الجرحى، وتحتسب بنفسها على خدمة من به ضيعة من المسلمين، وكان ﷺ قد قال لقومه حين أصاب سعدَ بنَ معاذ السهمُ بالخندق: «اجعلوه في خيمة رفيدة، حتى أعوده من قريب»».
ويُفهم من النص السابق أن من أصيب من المسلمين إن كان له أهلٌ اعتنى به أهلُه، وإن لم يكن له أهلٌ، جيء به إلى المسجد حيث ضُربت خيمةٌ فيه لمن كانت به ضيعةٌ من المسلمين، وسعد بن معاذ الأوسي، ليس به ضيعة، ولكن لمَّا أراد الرسولُ محمدٌ الاطمئنان عليه باستمرار، جعله في تلك الخيمة التي أعدت لمن به ضيعة وليس له أهل، ذلك أن هؤلاء هم في رعاية الرسولِ محمدٍ.

### القتلى في غزوة الخندق

#### القتلى من المسلمين
استمرت غزوة الخندق والحصار مضروب، فما مضت أسابيع ثلاثة على ذلك الحصار حتى دب القنوط والتخاذل في صفوف المهاجمين، على حين بقيت جبهةُ المسلمين سليمةً لم تثلم، ومع كثرة الأحزاب وتحرشاتهم ومناوشاتهم المستمرة طيلة تلك المدة إلا أنه لم يقتل من المسلمين إلا عدد قليل وهم:
1. سعد بن معاذ الأشهلي الأوسي، سيد الأوس وحامل لوائهم يوم الخندق. رماه حبان بن العرقة بسهم فمات به بعد شهر، وهو حبان بن أبي قيس العامري القرشي.[85]
2. أنس بن أوس بن عتيك الأوسي، رماه خالد بن الوليد بسهم فقتله.[86]
3. عبد الله بن سهل الأشهلي الأوسي.
4. ثعلبة بن عنمة السلمي الخزرجي.
5. طفيل بن النعمان السلمي الخزرجي، قتله وحشي بن حرب.
6. كعب بن زيد النجاري الخزرجي، قتله ضرار بن الخطاب الفهري القرشي، ويُقال أن الذي أصابه هو أمية بن ربيعة بن صخر الدؤلي الكناني.
7. سليط
8. سفيان بن عوف الأسلمي، فقد رُوي أن الرسولَ محمداً بعث سليطاً وسفيانَ بن عوف الأسلمي طليعةً يوم الأحزاب، فخرجا حتى إذا كانا بالبيداء التفت عليهم خيل لأبي سفيان، فقاتلا حتى قُتلا، فأُتيَ بهما إلى الرسولِ محمدٍ فدُفنا في قبر واحد، فهما الشهيدان القرينان.[87]
9. سنان بن صيفي السلمي الخزرجي.[88]

#### القتلى من الأحزاب
1. منبه بن عثمان بن عبيد العبدري القرشي، أصابه سهم فمات منه بمكة.
2. نوفل بن عبد الله بن المغيرة المخزومي القرشي، اقتحم الخندق بفرسه فتورط فيه فقتل هناك، ولأهميته لدى المشركين، فقد بعثوا لشراء جسده ليدفنوه فأعطاهم الرسولُ محمدٌ إياه وقال: «لا خير في جسده ولا في ثمنه».[89]
3. عمرو بن عبد ود العامري القرشي، قتله علي بن أبي طالب في مبارزة جرت بينهما.
4. حسل بن عمرو بن عبد ود العامري القرشي، فقد قال ابن هشام: وحدثني الثقة أنه حُدّث عن ابن شهاب الزهري أنه قال: «قتل عليٌّ يومئذ عمرو بن عبد ود وابنه حسل بن عمرو».[88]

## بعد غزوة الخندق

### نتائج غزوة الخندق
لقد كانت غزوة الخندق من الغزوات المهمة التي خاضها المسلمون ضد أعدائهم وحققوا فيها نتائج مهمة منها:
- انتصار المسلمين وانهزام أعدائهم، وتفرقهم ورجوعهم مدحورين بغيظهم قد خابت أمانيهم وآمالهم.
- تغير الموقف لصالح المسلمين، فانقلبوا من موقف الدفاع إلى الهجوم، وقد أشار إلى ذلك الرسولُ محمدٌ حيث قال: «الآن نغزوهم، ولا يغزوننا، نحن نسير إليهم».[90]
- كشفت هذه الغزوة يهود بني قريظة وحقدهم على المسلمين وتربص الدوائر بهم، فقد نقضوا عهدهم مع الرسول محمد في أحلك الظروف وأصعبها.
- كشفت غزوة الأحزاب حقيقةَ صدق إيمان المسلمين وحقيقةَ المنافقين وحقيقةَ يهود بني قريظة.
- كانت غزوة بني قريظة نتيجةً من نتائج غزوة الأحزاب، حيث تم فيها محاسبةُ يهود بني قريظة الذين نقضوا العهد مع الرسول في أحلك الظروف وأقساها.[2][91]

### غزوة بني قريظة
يؤمن المسلمون أنه في اليوم الذي رجع فيه الرسولُ محمدٌ إلى المدينة، جاءه جبريل عند الظهر، وهو يغتسل في بيت أم سلمة، فقال: «أو قد وضعت السلاح؟ فإن الملائكة لم تضع أسلحتهم، وما رجعت الآن إلا من طلب القوم، فانهض بمن معك إلى بني قريظة، فإني سائر أمامك أزلزل بهم حصونهم، وأقذف في قلوبهم الرعب»، فسار جبريل في موكبه من الملائكة، فأمر الرسولُ محمد مؤذناً فأذن في الناس: «من كان سامعاً مطيعاً فلا يصلين العصر إلا ببني قريظة». واستعمل على المدينة ابن أم مكتوم، وأعطى الراية علي بن أبي طالب، وقدّمه إلى بني قريظة فسار علي حتى إذا دنا من حصونهم سمع منها مقالةً قبيحةً لرسول الإسلام محمدٍ.
وضرب المسلمون الحصار على بني قريظة خمسًا وعشرين ليلة، ولما اشتد الحصار وعظم البلاء على بني قريظة، أرادوا الاستسلام والنزول على أن يحكِّم الرسولُ فيهم سعدَ بنَ معاذ، ونزلوا على حكمه، ورأوا أنه سيرأف بهم بسبب الحلف بينهم وبين قومه الأوس، فجيء بسعد محمولاً؛ لأنه كان قد أصابه سهم في ذراعه يوم الخندق، فقضى أن تُقتل المقاتلة، وأن تُسبى النساء والذرية، وأن تُقسم أموالهم، فأقرّه الرسولُ محمد، وقال: «قضيت بحكم الله»، ونفذ حكم الإعدام في أربعمائة في سوق المدينة، حيث حفرت أخاديد وقتلوا فيها بشكل مجموعات، وقد نجا مجموعة قليلة جداً بسبب وفائها للعهد ودخولها في الإسلام، وقسمت أموالهم وذراريهم على المسلمين. ويرى المسلمون أن هذا جزاءٌ عادلٌ نزل بمن أراد الغدر وتبرأ من حلفه للمسلمين، وكان جزاؤهم من جنس عملهم، حين عرَّضوا بخيانتهم أرواحَ المسلمين للقتل، وأموالَهم للنهب، ونساءَهم وذراريهم للسبي، فكان أن عوقبوا بذلك جزاءً وفاقًا.
ولم تُقتل من نساء بني قريظة إلا واحدة، تروي السيدة عائشة بنت أبي بكر قصتها فتقول: «لم يقتل من نسائهم إلا امرأة واحدة، قالت: والله إنها لعندي تتحدث معي تضحك ظهرًا وبطنًا، ورسول الله ﷺ يقتل رجالهم بالسوق إذ هتف هاتف باسمها: «أين فلانة؟»، قالت: «أنا والله»، قلتُ: «ويلك وما لك؟»، قالت: «أُقتل»، قلتُ: «ولم؟»، قالت: «حدثًا أحدثتُه»، (وكانت قد طرحت الرحا على خلاد بن سويد فقتلته، فقتلها رسول الله ﷺ به)، فانطلق بها فضُربت عنقُها»، وكانت عائشة تقول: «والله ما أنسى عجبي من طيب نفسها، وكثرة ضحكها، وقد عرفت أنها تقتل». وبالقضاء على بني قريظة خلت المدينة تمامًا من الوجود اليهودي، وصارت خالصة للمسلمين.
وجمع الصحابة الغنائم التي خلفها بنو قريظة، فكانت من السيوف ألفًا وخمسمائة سيف، ومن الرماح ألفي رمح، ومن الدروع ثلاثمائة درع، ومن التروس ألفًا وخمسمائة ترس وجحفة، كما تركوا عددًا كبيرًا من الشياه والإبل وأثاثًا كثيرًا وآنية كثيرة، ووجد المسلمون دنانًا من الخمر، فوزعت الغنائم وهي الأموال المنقولة كالسلاح والأثاث وغيرها بين المحاربين من أنصار ومهاجرين ممن شهدوا الغزوة، فأعطي أربعة أخماس الغنائم لهم، إذ جعل للفرس سهمين، وللراجل سهمًا، فالفارس يأخذ ثلاثة أسهم له ولفرسه، وغير الفارس يأخذ سهمًا واحدًا له، والخمس المتبقي هو سهم الله ورسوله المقرر في القرآن، وأما ما وجد الرسولُ محمد والمسلمون من الخمر عند بني قريظة فقد أراقوه ولم يأخذوا منه شيئاً، ولم ينتفعوا به كذلك. وأما الأموال غير المنقولة كالأراضي والديار فقد أعطاها الرسولُ للمهاجرين دون الأنصار، وأمر المهاجرين أن يردوا إلى الأنصار ما أخذوه منهم من نخيل وأرض، وكانت على سبيل العاريَّة، ينتفعون بثمارها، وقد جاء في القرآن الكريم عن تلك الأراضي والديار الآيةُ هذه: ﴿وَأَوْرَثَكُمْ أَرْضَهُمْ وَدِيَارَهُمْ وَأَمْوَالَهُمْ وَأَرْضًا لَمْ تَطَئُوهَا وَكَانَ اللَّهُ عَلَى كُلِّ شَيْءٍ قَدِيرًا ۝٢٧﴾ [الأحزاب:27]. هذا وقد أرسل الرسولُ محمد سعدَ بن عبادة بالخمس من الذرية والنساء إلى الشام فباعها، واشترى بالثمن سلاحًا وخيلاً ليستعين به المسلمون في معاركهم مع الأعداء من يهود ومشركين، وكذلك بعث إلى نجد سعد بن زيد فباع سبيًا واشترى سلاحًا.

#### مقتل كعب بن أسد رئيس بني قريظة
وجيء برئيس بني قريظة كعب بن أسد، وقبل أن يضرب الرسولُ محمدٌ عنقَه جرى بينه وبين كعب الحوارُ التالي: قال الرسولُ محمدٌ: «كعب بن أسد؟»، قال كعب بن أسد: «نعم يا أبا القاسم»، قال الرسول محمد: «ما انتفعتم بنصح ابن خراش لكم، وكان مصدقًا بي، أما أمركم باتباعي، وإن رأيتموني تقرئوني منه السلام؟»، قال كعب: «بلى والتوراة يا أبا القاسم، ولولا أن تعيِّرني يهودٌ بالجزع من السيف لاتبعتك، ولكني على دين يهود»، فأمر الرسولُ محمدٌ بضرب عنقه فضربت. ومما ترويه كتب السيرة النبوية عن يهود بني قريظة أنهم كانوا يُرسَلون طائفة تلو طائفة لتضرب أعناقهم، وقد سألوا زعيمهم كعب بن أسد فقالوا: «يا كعب ما تراه يصنع بنا؟»، قال: «أفي كل موطن لا تعقلون؟ ألا ترون الداعي لا ينزع، وأنه من ذُهب به منكم لا يرجع؟ هو والله القتل».

## وصلات خارجية
- غزوة الخندق (غزوة الأحزاب) - موقع قصة الإسلام.
- غَزْوَةُ الْخَنْدَقِ (الأحزاب).. دروس في ذكراها - موقع صيد الفوائد.
- معركة الخندق.
- السيرة النبوية - غزوة الخندق - موسوعة الأسرة المسلمة.

| قبلها: غزوة بني المصطلق | غزوات الرسول غزوة الخندق | بعدها: غزوة بني قريظة |